# 巴氏異齒䲁
巴氏異齒䲁（學名：Ecsenius bathi），又稱巴氏無鬚䲁，為輻鰭魚綱鳚形目䲁科異齒䲁屬的一種，分布於中西太平洋印尼及馬來西亞海域，深度3至25公尺，本魚體延長，稍側扁，似圓柱狀；頭鈍短。前鼻孔具一鼻鬚；無眼上鬚及頸鬚，後犬齒，兩側各一個，雄魚有紅色的斑紋，雌魚有黑色的斑紋與一個淡黃色的頭部，背鰭硬棘12枚、背鰭軟條16-18枚、臀鰭硬棘2枚、臀鰭軟條17-21枚，體長可達4.4公分，棲息在水淺的珊瑚露頭上的海綿以及在有大型圓形珊瑚的礁頂，單獨或以小群活動，產附著性卵，雄魚有護卵行為，幼魚為浮游性，生活習性不明，可做為觀賞魚。